# Andalucia-Paul Versan/2005
Deze pagina geeft een overzicht van de Andalucia-Paul Versan-wielerploeg in 2005.

## Algemeen
Sponsors: Andalusië, Paul Versan (horlogemaker)
Algemeen manager: Antonio Cabello
Ploegleiders: Antonio Cabello
Fietsmerk: Kuips

## Renners
| Naam                    | Geboortedatum | Nationaliteit | Ploeg 2004                 |
| ----------------------- | ------------- | ------------- | -------------------------- |
| Gorka Beloki            | 03-03-1978    | Spanje        | Brioches La Boulangère     |
| Carlos Castaño          | 07-05-1979    | Spanje        | Neo                        |
| Ion Del Rio Arteaga     | 21-05-1978    | Spanje        | Costa de Almeria-Paternina |
| David Fernández         | 16-02-1977    | Spanje        | Costa de Almeria-Paternina |
| Víctor Gomes            | 09-08-1981    | Spanje        | Neo                        |
| Javier González         | 13-11-1979    | Colombia      | Saunier Duval-Prodir       |
| Efrain Gutierrez        | 04-06-1980    | Spanje        | Cafés Baqué                |
| Francisco José Martínez | 14-05-1983    | Spanje        | Neo                        |
| Iván Melero             | 08-04-1983    | Spanje        | Neo                        |
| Juan Antonio Pastor     | 29-05-1977    | Spanje        | Neo                        |
| Javier Pérez            | 08-07-1977    | Spanje        | Costa de Almeria-Paternina |
| Jaume Rovira            | 03-11-1979    | Spanje        | Neo                        |
| José Ruiz               | 19-10-1980    | Spanje        | Neo                        |

## Belangrijke overwinningen
| Circuito de Getxo David Fernández Ronde van Burgos 1e etappe: Carlos Castaño 3e etappe: Carlos Castaño |

2005 · 2006 · 2007 · 2008 · 2009 · 2010 · 2011 · 2012 · 2013